# Papilio andraemon
Papilio andraemon is een vlinder uit de familie van de pages (Papilionidae). De wetenschappelijke naam van de soort is, als Heraclides andraemon, voor het eerst geldig gepubliceerd in 1818 door Jacob Hübner.

## Kenmerken
De spanwijdte bedraagt ongeveer 8 tot 10 cm.

## Verspreiding en leefgebied
Deze vlindersoort komt voor op Cuba, de Bahama's en de Kaaimaneilanden.